# Раян (Оклахома)
Раян (англ. Ryan) — місто (англ. town) в США, в окрузі Джефферсон штату Оклахома. Населення — 667 осіб (2020).

## Географія
Раян розташований за координатами 34°1′16″ пн. ш. 97°57′15″ зх. д. / 34.02111° пн. ш. 97.95417° зх. д. (34.021234, -97.954113). За даними Бюро перепису населення США в 2010 році місто мало площу 2,31 км², уся площа — суходіл.

## Демографія
Згідно з переписом 2010 року, у місті мешкало 816 осіб у 328 домогосподарствах у складі 215 родин. Густота населення становила 353 особи/км². Було 428 помешкань (185/км²).
Расовий склад населення:
| - 85,3 % — білих - 2,9 % — корінних американців - 0,7 % — чорних або афроамериканців - 0,1 % — азіатів - 6,4 % — осіб інших рас |

До двох чи більше рас належало 4,5 %. Частка іспаномовних становила 14,8 % від усіх жителів.
За віковим діапазоном населення розподілялося таким чином: 26,6 % — особи молодші 18 років, 54,5 % — особи у віці 18—64 років, 18,9 % — особи у віці 65 років та старші. Медіана віку мешканця становила 41,4 року. На 100 осіб жіночої статі у місті припадало 97,6 чоловіків; на 100 жінок у віці від 18 років та старших — 86,6 чоловіків також старших 18 років.
Середній дохід на одне домашнє господарство становив 33 685 доларів США (медіана — 26 875), а середній дохід на одну сім'ю — 38 533 долари (медіана — 32 969). Медіана доходів становила 25 500 доларів для чоловіків та 27 292 долари для жінок. За межею бідності перебувало 19,7 % осіб, у тому числі 18,8 % дітей у віці до 18 років та 19,7 % осіб у віці 65 років та старших.
Цивільне працевлаштоване населення становило 251 осіб. Основні галузі зайнятості: освіта, охорона здоров'я та соціальна допомога — 20,3 %, роздрібна торгівля — 15,9 %, будівництво — 13,9 %, виробництво — 12,4 %.

## Персоналії
- Чак Норріс (* 1940) — американський кіноактор і майстер бойових мистецтв.